# Балков, Ким Николаевич
Ким Никола́евич Ба́лков (15 сентября 1937, село Большая Кудара Кяхтинского района Бурят-Монгольской АССР — 28 сентября 2020) — русский писатель и поэт, лауреат Большой литературной премии России, победитель международного конкурса «Новая русская книга — 2001», лауреат государственной премии Бурятии.

## Биография
Родился в семье учителя русского языка и литературы. Окончил среднюю школу в Баргузине, затем почти два года работал в Баргузинском и Хоринском леспромхозах.
В 1956 году поступил в Иркутский государственный университет; учился вместе с будущими литераторами А. Вампиловым, А. Румянцевым, В. Петоновым, М. Самбуевым, В. Распутиным, С. Китайским. Был активным членом литературного объединения, которое возглавлял профессор В. П. Трушкин.
С 1961, после окончания университета, жил в Улан-Удэ, работал в Комитете по телевидению и радиовещанию Бурятской АССР. С 1969 года профессионально занимается литературой; в 1971 году был принят в Союз писателей СССР. Долгое время был заместителем председателя Правления Союза писателей Бурятии и членом ревизионной комиссии Союза писателей РСФСР.

## Семья
Дед был народным сказителем (улигершином).
Отец — Николай Николаевич Балков, участник Великой Отечественной войны, школьный учитель русского языка и литературы.
Жена — Ида Владимировна Балкова, журналист Государственной телерадиокомпании Иркутск.
Дети:
- Юрий (01.03.1961 — 29.12.2005) — был членом Союза журналистов СССР, членом Союза писателей России, печатался во многих журналах России и за рубежом, им издано четыре книги повестей и рассказов;
- Елена, учительница русского языка и литературы; автор поэтических публикаций в журналах России («Роман-журнал 21 век», «Новая книга России», «Новосибирск» и др.).

## Творчество
В студенческие годы публиковал свои стихи в газетах «Советская молодёжь» и «Молодёжь Бурятии», в журнале «Свет над Байкалом», в альманахе «Ангара».
Первая публикация прозы — в 1966 году на страницах газеты «Правда Бурятии». В 1968 году в журнале «Байкал» была напечатана его повесть «Рейса не будет», в которой проявилось внимание автора к душевному строю героев, его умение отыскать характеры неординарные, подвигающие читателя к пониманию жизни, хотя бы и обыденной.
Темы сохранения сибирской природы, современного села на определённое время становятся стержневыми в творчестве К. Балкова (повести «Росстань», «Мост», «Ледовая дорога», романы «Его родовое имя» и «Рубеж», рассказы).
С 1980-х годов обратился к жанру исторического романа:
1989 — «Байкал — море священное» — о времени строительства кругобайкальской железной дороги, совпавшем с событиями русско-японской войны; 

1992 — «Идущие во тьму» («Милосердие») — о гражданской войне, которую автор воспринимает как трагедию народа, где виновниками и жертвами стали люди по обе стороны баррикад; 

«От руки брата своего» — о судьбах сибирского казачества в годы гражданской войны в Забайкалье;
«За Русью Русь» — о деяниях светлого киевского князя Владимира; 

«Иду на Вы» — о героическом походе русского богатыря князя Киевского Святослава на Хазарское царство, правители которого не однажды покушались на независимость Киевской Руси; 

«Горящие сосны» — о трагической и вместе с тем прекрасной истории Сибири. 

Для этих произведений характерны изменения авторского стиля: написание в форме потока сознания, углубление в подсознательное, раскрытие ощущений и чувств героев в мельчайших подробностях.

### Избранные произведения
- Балков К. Н. Байкал – море священное : Роман. — М.: Современник, 1989. — 319 с. — (Новинки «Современника»). — 50 000 экз. || Иркутск: изд-во АНО «Земля», 2004. || // Антология бурятского романа. — Т. 6. — Улан-Удэ: изд-во ООО им. Гомбожапа Цыбикова и Жамсо Тумунова, 2008.
- Балков К. Н. Белая капель : рассказы // Москва. — 2008. — № 9. — С. 120—140.
- Балков К. Н. Белые деревья : Рассказы. — Улан-Удэ: Бурят. кн. изд-во, 1990. — 236 с. — (Содерж.: На окраине; Трое в одной квартире; Разлад; Иван-да-Марья; Саржана; Акинфий; Белая бурятка; Марья и Марий; У баской речки; Возвращение; Каллиопыч; Вася Кречет). — 10 000 экз. — ISBN 5-7411-0277-8.
- Балков К. Н. Берег времени: Роман. — Иркутск: изд-во АНО «Земля», 2002.
- Балков К. Н. Будда : Роман. — Иркутск: Изд-во журн. «Сибирь» : Товарищество «Письмена», 1995. — 316 с. — (Сибирская новинка). — 5000 экз. || Иркутск: изд-во АНО «Земля», 2006.
- Балков К. Н. Будда. От руки брата своего : Романы; Балков Ю. К. Проклятье Баальбека : Повесть // Самородки Забайкалья. — Т. 5. — Чита, изд-во ООО им. Гомбожапа Цыбикова и Жамсо Тумунова, 2010.
- Балков К. Н. Горящие сосны : Роман; Балков Ю. К. Проклятье Баальбека : Повесть. — Иркутск, изд-во АНО «Земля», 2007.
- Балков К. Н. Демкины воробьи : Повесть : [Для мл. школ. возраста]. — Улан-Удэ: Бурят. кн. изд-во, 1981. — 61 с. — 30 000 экз.
- Балков К. Н. Его родовое имя : Роман. — Новосибирск: Зап.-Сиб. кн. изд-во, 1975. — 287 с. — (Молодая проза Сибири). — 50 000 экз. || Его родовое имя : Роман. Повесть. — М.: Сов. Россия, 1979. — 299 с. — (Содерж.: Его родовое имя: Роман; Ледовая дорога: Повесть). — 50 000 экз.
- Балков К. Н. За русью Русь : Роман-рапсодия. — Иркутск: Журн. «Сибирь», 2000. — 326 с. — 1300 экз. || Иркутск: изд-во АНО «Земля», 2003.
- Балков К. Н. Звёзды Подлеморья : Сб. рассказов. — Иркутск, изд-во АНО «Земля», 2008.
- Балков К. Н. Иду на вы : Роман. — Иркутск: изд-во АНО «Земля», 2005.
- Балков К. Н. Идущие во тьму : Роман. — Иркутск: Вост.-Сиб. кн. изд-во, 1994. — 272 с. — 5000 экз. — ISBN 5-7424-0434-4. || Идущие во тьму. От руки брата своего: Романы. — Изд-во АНО «Земля», 2006.
- Балков К. Н. Когда начинается утро : Роман. — Улан-Удэ: [Бурят. кн. изд-во], 1973. — 328 с. — 30 000 экз.
- Балков К. Н. Мост : Повести. — Улан-Удэ: Бурят. кн. изд-во, 1982. — 336 с. — (Современная сибирская повесть. Содерж.: Птица счастья; Рейса не будет; Мост). — 30 000 экз.
- Балков К. Н. На пятачке. – [Рейса не будет]: Повести. — Улан-Удэ: Бурят. кн. изд-во, 1969. — 158 с. — 10 000 экз.
- Балков К. Н. Небо моего детства : Кн. рассказов. — М.: Современник, 1985. — 224 с. — (Новинки «Современника». Содерж.: Дед Пронька; "Матадур"; Батуха-танкист; Кони уходят в ночь; Ордер на квартиру; Евлаха с Полканьего; Частный факт; А поезда идут куда-то; Деревья по весне как люди; А дедушке Шулуну скажу, и др. рассказы). — 50 000 экз.
- Балков К. Н. Ожидание : Повесть, рассказы. — М.: Сов. писатель, 1989. — 347 с. — (Содерж.: Души живая память: Повесть; Рассказы: По кругу солнца: Феклина роща; Ожидание встречи; Каллиопыч; Дерево Серафима; Марья и Марий; Вася Кречет; Акинфий; А дедушке Шулуну скажу..., и др.). — 100 000 экз. — ISBN 5-265-00883-7.
- Балков К. Н. От руки брата своего : Роман. — Иркутск: Изд-во журн. «Сибирь», 1997. — 416 с. — 3000 экз.
- Балков К. Н. Поезда идут из детства : [Рассказы]. — Улан-Удэ: Бурят. кн. изд-во, 1984. — 320 с. — (Содерж.: Орден; Дед Пронька; Матадур; Ордер на квартиру; Кони уходят в ночь; Евлаха с Полканьего; А поезда идут куда-то; Дом на углу; Родственная душа; Деревья по весне, как люди; А дедушке Шулуну скажу, и др.). — 30 000 экз.
- Балков К. Н. Поселье. Байкальские сюжеты // Сибирские огни. — 2007. — № 9.
- Балков К. Н. Росстань. – [Через пады]: Повести. — Улан-Удэ: Бурят. кн. изд-во, 1971. — 168 с. — 15 000 экз.
- Балков К. Н. Рубеж : Роман. — Улан-Удэ: Бурят. кн. изд-во, 1977. — 255 с. — 50 000 экз. || . — М.: Сов. Россия, 1983. — 368 с. — (Содерж.: Рубеж: Роман; Мост: Повесть). — 50 000 экз.
- Балков К. Н. Солдат и солдатка: рассказы // Москва. — 2006. — № 2. — С. 154—170.
- Балков К. Н. Струны памяти : Повесть, рассказы. — М.: Сов. Россия, 1987. — 271 с. — (Содерж.: Росстань: Повесть; Рассказы: Орден; Дед Пронька; Матадур; А поезда идут куда-то; Батуха-танкист; Федос Бесфамильный; Дым над кузницей; Шутик и Шутиха; По правде, и др.). — 50 000 экз. || Иркутск: изд-во АНО «Земля», 2003.
- Мы из страны Юность : Стихотворения и рассказы / [Сост. К.Н. Балков]. — Улан-Удэ: Бурят. кн. изд-во, 1984. — 128 с. — 1000 экз.

## Награды и признание
- медаль «За строительство Байкало-Амурской Магистрали»[3]
- «Заслуженный работник культуры Бурятии»[3]
- Премия журнала «Смена» (1983)[4];
- Большая литературная премия России (2002; 3-я премия, региональная) — за роман «За Русью — Русь»[5];
- Литературная премия Фонда развития культуры и искусства при Комитете по культуре Иркутской области[6].